# Дяківці (пункт контролю)
48°6′10″ пн. ш. 26°14′34″ сх. д. / 48.10278° пн. ш. 26.24278° сх. д.
Дя́ківці — пункт пропуску через державний кордон України на кордоні з Румунією.
Розташований у Чернівецькій області, Чернівецький район, поблизу однойменного села на автошляху Т 2604 та Т 2606. З румунського боку розташований пункт пропуску «Раковець», повіт Ботошані, на автошляху 291С у напрямку Дорохой.

## Загальні характеристики
Вид пункту пропуску — автомобільний, пішохідний. Статус пункту пропуску — міжнародний, цілодобовий.
Характер перевезень — вантажно- пасажирський.
Судячи із відсутності даних на сайті МОЗ, пункт пропуску «Дяківці» може здійснювати лише радіологічний, митний та прикордонний контроль.
Пункт пропуску «Дяківці» входить до складу митного посту «Вадул-Сірет» Чернівецької обласної митниці. Код пункту пропуску — 40802 04 00 (31).
Пункт пропуску працює цілодобово для пішохідного та автомобільного сполучення, включно з автобусами. За рішенням румунської сторони пропуск вантажних автомобілів тимчасово не здійснюється.

## Перспективи розвитку
В перспективі, пункт пропуску «Дяківці» мав би бути з'єднаний повноцінною дорогою зі трасою Н-03, ставши її продовження, через місто Новоселицю в напрямку до міста Кам'янець-Подільський. І слугувати альтернативною дорогою до кордону зі Румунією та ЄС, забираючи частину автомобільного потоку зі контрольно-пропускного пункту «Порубне» — «Сірет» та зменшивши транзитний транспорт і навантаження на дорожню інфраструктуру міста Чернівці. Збільшивши об'єми торгівлі та відкривши шляхи до країн Балкан.
Важливим етапом розвитку Дяківців є добудова додаткової смуги для вантажного транспорту та узгодження її зі румунською стороною. Також не менш вагомим має бути комфортний і безпечний маршрут, а саме надалі реконструкція дороги до пункту пропуску та перспектива будівництва об'їзних довкола міст: Герца та Новоселиця. А з румунської сторони узгодження будівництва чи реконструкції повноцінної дороги від прикордонного пункту «Раковець» до міста Дорогой, звідки транспорт зможе направитись національними дорогами 29A і 29B як на Ботошани, так і на Сучаву.
Вагомим чинником подальшого розвитку пункт пропуску «Дяківці» залишається координація та взаємодія всіх тих, хто залучений у розбудову кордону по обидва його боки. Швидкий прогрес у розвитку пропускної спроможності частини українсько-румунського кордону 2022-2023 років став можливим завдяки успішній координації зусиль стейкхолдерів по обидві сторони кордону.

## Історія пункту
У 2011 році розпочався проєкт "Облаштування міжнародних автомобільних пунктів перетину кордонів "Красноїльськ", "Дяківці" у межах Спільної операційної програми "Румунія — Україна — Республіка Молдова". Тоді Чернівецька область домовилася з ЄС про фінансування 3,5 мільйона євро.
2012 році тодішній начальник ОДА Михайло Папієв сказав, що вже є результати роботи за програмою Європейського Союзу "Румунія — Україна — Республіка Молдова 2007-2013". Єврокомісія ухвалила рішення про грантове фінансування проєктів Чернівецької області на суму 3,5 мільйони євро на інфраструктурний проєкт розбудови та облаштування за європейськими стандартами пунктів перетину кордону "Дяківці" і "Красноїльськ".
Наприкінці 2013 року пунктам пропуску через українсько-румунський кордон "Дяківці", "Красноїльськ" та "Руська" змінили статус з місцевого на міжнародний. Зміна статусу дала змогу залучити фінансування з Євросоюзу для модернізації цих пунктів пропуску.
У лютому-березні 2014 року надійшли гроші від ЄС на будівництво КПП "Дяківці" та "Красноїльськ" в межах тристоронньої програми "Румунія-Україна-Молдова 2007-2013".
У 2015 році вартість робіт на пункті пропуску складала понад 23 мільйони гривень. Також в цьому році подавали новий проєкт — на будівництво дороги до пунктів пропуску. Це було логічним, що спочатку будується пункт пропуску, а потім — дорога. Проєкт так само було підтримано, але його не було законтрактовано, бо пункт пропуску так і не збудували, через корупційну складову і у ЄС виникло багато запитання і цей проєкт дороги замінили іншим.
У серпні 2016 року будівельні роботи в пункті пропуску "Дяківці" припинили.
У червні 2019 року Міністерство Румунії як Спільний орган управління програмою звернулось до України із листом, щоб повернути наданий у 2016 році 1 мільйон 974 тисячі євро. У листопаді Державна фіскальна служба перерахувала частину суми — 1 мільйон 447 тисяч євро. У травні 2020 року повернули решту суми.
За результатами тендеру 2021 році, вартість робіт збільшилася до майже 95 мільйонів гривень. У травні у відповіді на запит Суспільного у Буковинській митниці повідомили, що пункт пропуску "Дяківці" готовий приблизно на 70%. Там збудували адмінбудівлю, навіси, павільйони паспортного та митного контролю, а також встановили каналізаційні та водопровідні мережі. Добудувати пункт планували до 24 серпня 2021 року.
У жовтні 2021 року незавершений пункт пропуску "Дяківці" передали з балансу Державної фіскальної служби України на баланс Державної митної служби України. Тоді оновили проєктно-кошторисну документацію – на майже 100 мільйонів гривень, та провели тендер. Торги виграла фірма "Азовтехгаз". З нею уклали договір, за яким роботи мали завершити до 30 листопада 2022 року.
2 травня 2022 року кабінет міністрів ухвалив відкрити пункт пропуску в цілодобовому режимі.
Станом на 2022 рік довгобуд, пункт пропуску «Дяківці», готовий на 75%, очільник ОВА пропонує добудувати додаткову смугу для вантажного транспорту, для цього очікують погодження від румунської сторони.
Станом на червень будівництво призупинили, для завершення треба ще понад 113 мільйонів гривень.
У серпні 2022 року на добудову пунктів пропуску з резервного фонду держбюджету виділили 115 мільйонів гривень. На Дяківцях облаштовують робочі місця, а до Красноїльська — доробляють дорогу.
У Чернівецькій області завершують добудову двох пунктів пропуску на кордоні з Румунією — "Дяківці" та "Красноїльськ", сказав начальник ОВА Руслан Запаранюк. За його словами, очікують, що КПП запрацюють у жовтні 2022.
15 грудня 2022 року було повідомлено, що відкриття пункту пропуску Дяківці відтермінували. Через затримку в роботах та зміну підрядника відкриття перенесли на 22 січня 2023 року, хоча раніше планували на 25-26 грудня 2022 року.
10 лютого 2023 року відбулось офіційне відкриття пункту пропуску. Через нього проїхали перші автомобілі. Згодом планують збільшити пропускну спроможність пункту, щоб проїжджати могли й вантажівки.

## Підсумок
Не ефективна діяльність державних чиновників та інституцій призвела до того, що на будівництво пункту контролю було витрачено значну кількість коштів, вартість постійно зростала. Через корупційну складову було втрачено фінансування ЄС у розмірі 3,5 мільйона євро, а частину коштів державі довелось повертати. Постійні оновлення кошторису і різні фірми підрядники теж освоїли не малу кількість грошей. Але найголовніше було втрачено час, за період з 2011 по 2023 роки економічний ефект від діяльності пункту контролю міг приносити надходження в бюджет та пожвавлювати місцеву економіку, торгівлю. Проте зіткнення з безпрецедентною кризою у 2022 році показало, що все може бути інакше. Тепер держава має шанс не допускати таких помилок.